# Palaiargia alcedo
Palaiargia alcedo là một loài chuồn chuồn kim trong họ Coenagrionidae.
Palaiargia alcedo được Lieftinck miêu tả khoa học năm 1949.